# Sekundärheilung
Unter der Sekundärheilung von Wunden (lateinisch sanatio per secundam intentionem = p.s.), auch Sekundäre Wundheilung genannt, versteht man die Abheilung von Hautdefekten mit breiter Narbenbildung. Dabei treten langwierigere und komplexere Prozesse auf.
Die primäre Wundheilung hingegen verläuft meist narbenfrei, da die Oberhaut durch Naht, Klammerung oder Pflaster zusammengehalten wird.
Die Epitheliale Wundheilung betrifft oberflächliche Verletzungen der Oberhaut, die dabei repariert wird, beispielsweise bei Sonnenbrand.

## Heilung beginnt in der Tiefe
Bei der Sekundären Wundheilung beginnt die Abheilung in der Tiefe. Von der Subkutis oder der Faszie aus granuliert die Wunde nach und nach zu. Im Verlauf der Sekundärheilung wird verlorenes Gewebe zunächst durch Granulationsgewebe ersetzt und die Hautintegrität anschließend durch Epithelisierung wiederhergestellt. Das neu entstandene Gewebe ist in hinsichtlich der Funktion den ursprünglichen Strukturen nicht gleichwertig. Zudem bleiben oft auffällige Narben zurück, die dem Betroffenen Probleme bereiten können, wenn sie sich über Gelenken befinden. Wenn es bei der Sekundärheilung zu Störungen des Heilungsverlaufs kommt, kann sich eine  Chronische Wunde ausbilden.
Eine sekundäre Wundheilung beobachtet man vorwiegend
- bei Verbrennungen
- bei klaffenden Wunden oder Defektwunden, wenn
  - der Patient ärztliche Behandlung verweigert oder
  - die Sechsstundenfrist für einen primären Wundverschluss verstrichen ist oder
  - eine Infektion einen primären Wundverschluss verbietet
- nach Wundinfektion einer primär verschlossenen Wunde
- nach Eröffnung von Abszesshöhlen
- bei anderen fistelnden Prozessen mit Gewebszerfall
- nach Zahnextraktionen

Die Sekundärheilung führt über den Umweg des Granulationsgewebes zum narbigen Ersatz der Gewebslücke.

## Primäre Wundheilung
Wünschenswert ist Primärheilung, die nach operativem Wundverschluss, zum Beispiel durch eine chirurgische Naht, eintreten kann. Nur diese lässt eine minimale Narbenbildung erwarten.
Durch Wundheilungsstörung kann sich primäre Wundheilung auch zu einer sekundär heilenden Wunde entwickeln. Mögliche Gründe sind Medikation, Diabetes mellitus, Adipositas, Durchblutungsstörungen und weitere Vorerkrankungen. Auch eine Chirurgische Wundinfektion kann eine entsprechende Wundheilungsstörung auslösen.

## Wundstatistik
In Wundstatistiken wird das Ergebnis als p.s. (sanatio per secundam) beziehungsweise p.p. (sanatio per primam), welches für „Primärheilung“ steht, festgehalten. Unter vergleichbaren Bedingungen, also gleiche Operation und vergleichbare Patienten, ist die relative Anzahl sekundär geheilter Wunden ein negativer Gradmesser für die Qualität chirurgischer Operationen.